# Serge Ayeli
Serge Yves Roland Ayeli (Abiatté, 23 agosto 1981) è un ex calciatore ivoriano, di ruolo attaccante.

## Carriera

### Club
Ha giocato nella massima serie dei campionati francese ed israeliano, e nella seconda divisione francese.